# Herrschaft Heinrichsgrün

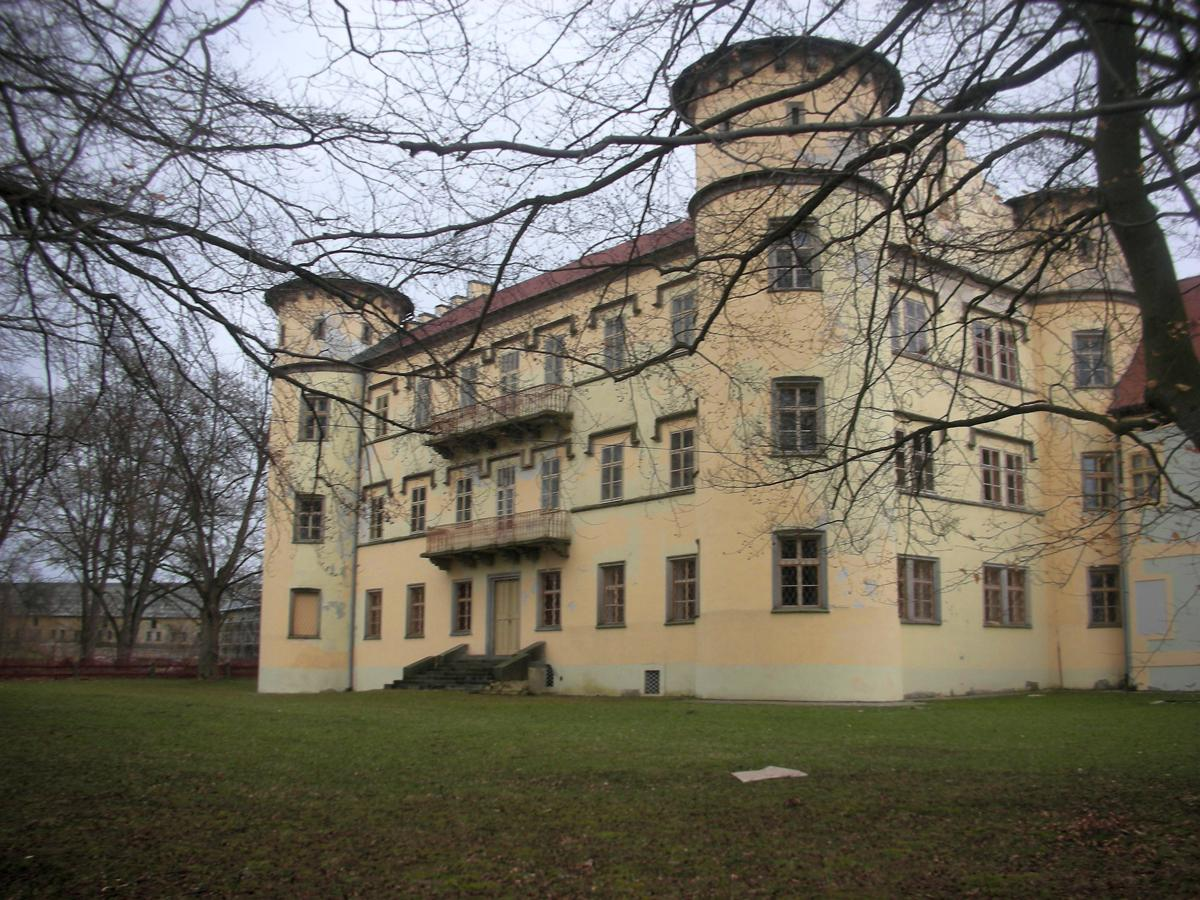
Schloss Heinrichsgrün

Die Herrschaft Heinrichsgrün (tschechisch Jindřichovice) war eine Herrschaft im Elbogener Kreis in Böhmen. Mit der Bildung der Gerichtsbezirke 1848/49 erfolgte die Aufhebung der Erbuntertänigkeit und Patrimonialgerichtsbarkeit.

## Lage
Die Herrschaft lag in der nördlichen Gegend des Kreises. Sie grenzte nördlich an das Königreich Sachsen und an die Herrschaft Neudek (Nejdek), östlich an die Herrschaften Neudek und Elbogen (Loket), südlich an die Herrschaften Falkenau (Sokolov) und Hartenberg (Hřebeny), westlich an die Herrschaften Hartenberg und Graslitz (Kraslice).

## Geschichte
Im Mittelalter gehörte das von Wäldern und Sümpfen bedeckte Gebiet zum Besitztum des Klosters Tepl. 1273 wird der Ort Heinrichsgrün erstmals schriftlich erwähnt. Am 1. Juli 1340 kaufte Ritter Peter Plick von Plickenstein auf Neudek das Gut von den Brüdern Konrad und Johann Stumpfl als Lehen des Stiftes Tepl. Eine Urkunde von König Wenzel VI. bezeichnet das Gebirge von Heinrichsgrün als Besitz der Stadt Falkenau. 1434 verpfändete es König Sigismund an den Burggrafen von Eger Kaspar Schlick. Nach dem Tode von Mathäus Schlick 1487 erhielt sein ältester Sohn Nikolaus Schlick die Herrschaft Heinrichsgrün, nebst Falkenau, Seeberg, Neudek, Tüppelsgrün und Voigtsgrün zu einem Anteil. Heinrichsgrün hatte seit dem mit Falkenau gemeinschaftliche Grundherren. Unter der Herrschaft der Schlicks erreichte in der ersten Hälfte des 16. Jahrhunderts der Zinnabbau seinen vorläufigen Höhepunkt. Zudem hielt in dem Gebiet die Reformation einzug. In einer Urkunde von 1537 bestätigte Graf Viktorin Schlick Heinrichsgrün die vollen städtischen Privilegien. Zu dieser Zeit bestand Heinrichsgrün aus 55 Anwesen, die zweimal jährlich einen Gulden Erbzins an die Herrschaft abtreten mussten. 1546 erhielt Heinrichsgrün ein eigenes Wappen. 1556/60 teilten die beiden Söhne von Viktorin Schlick I. den Nachlass auf, dabei erhielt Abundus Schlick Heinrichsgrün und Niklas Schlick Schönlind. Nach dem Tode des Grafen Niklas Schlick erbte Heinrichsgrün seine Witwe Agnes geb. Gräfin von Lippa. Durch Erbteilung ging 1582 Schönlind an Viktorin Schlick II. über, der es wiederum 1600/1601 seinen vier Söhnen vermachte. Da keiner der Erben in der Lage war den anderen auszuzahlen, verkauften sie 1602 die verschuldete Herrschaft, bestehend aus den Ortschaften Schönlind, Schindelwald und Kohling, sowie dem Bergstädtchen Frühbuß, an ihren Schwager Ritter Niklas von Globen. 
Seit 1612 gehörte Heinrichsgrün Graf Joachim Schlick, der sich 1618 am böhmischen Ständeaufstand beteiligte. Die Herrschaft wurde konfisziert und als freies Lehen 1627 an den Reichshofrat, Kämmerer und Vizekanzler Otto Freiherr von Nostitz verkauft, der 1630 kinderlos starb. Dieser hatte am 28. November 1628 auch das Nachbargut Schönlind von Niklas von Globen erworben. Durch Ankauf war Schönlind wieder mit Heinrichsgrün vereinigt. Die Folgen des Dreißigjährigen Krieges, Hungersnöte und Pestepidemien hatte die Bevölkerung deutlich dezimiert. Laut Testament vom 16. April 1630 bestimmte Otto von Nostitz als Universalerben seinen Neffen Johann Hartwig Graf von Nositzt-Rieneck, unter der Bedingung, dass er zum katholischen Glauben konvertieren müsste. Er trieb in seinen Herrschaften die Gegenreformation voran. Die Rekatholisierung bewirkte das zahlreiche Bergleute und ansässige Glasmacher über die Grenze nach Kursachsen abwanderten. 1672 ließ er in Heinrichsgrün ein neues herrschaftliches Schloss erbauen. Nach ihm kam der Besitz an seinen ältesten Sohn, der königliche Statthalter und Oberlandhofmeister Anton Johann Reichsgraf von Nositzt-Rieneck. Nach seinem Tode 1736 erbte es dessen Sohn Franz Wenzel Reichsgraf von Nostitz-Rieneck. 1794 besaß die Herrschaften Friedrich Graf von Nostitz-Rieneck. 1832 umfasste die Herrschaft zwei Städtchen, einen Markt und dreizehn Dörfer, mit 1228 Wohngebäuden und 8940 Einwohnern, die größtenteils im Feldbau, in der Spitzenklöpplerei und im dortigen Eisenwerk tätig sind. 1848/49 wurde die Patrimonialherrschaften aufgehoben. Die Grundherren waren somit nur noch Grundbesitzer. Bis zur Vertreibung und Enteignung 1945 verblieb der Besitz in Händen von Friedrich Nostitz-Rieneck (1893–1973).

## Ortschaften
- Heinrichsgrün (Jindřichovice)
- Hermesgrün (Heřmanov)
- Ahornswald (Javořina)
- Scheft (Hradecká)
- Altengrün (Rác und Stará)
- Silbersgrün (Háj)
- Waitzengrün (Břidlová)
- Neudorf (Nová Ves)
- Rothau (Rotava)
- Schindelwald (Šindelová)
- Schönlind (Krásná Lípa u Šindelové)
- Kohling (Milíře)
- Vogeldorf (Ptačí)
- Hochgarth (Obora)
- Schieferhütten (Břidlová)
- Frühbuß (Přebuz)